# Танака, Кэйдзи (географ)
Кэйдзи Танака (яп. 田中啓爾, たなかけいじ; 1885—1975) — японский географ.
Родился в Токио.
Выпускник Токийской педагогической школы. Профессор гуманитарных наук Токийского университета и Университета Риссё. Занимался исследованием топографии Японии и стран мира. Опубликовал большое количество учебников по географии и географических атласов. Оказал большое влияние на развитие географической науки в Японии.
Автор работ «Наш родной край», «Новая география зарубежных стран» и других.